# McDonalds Rich
McDonalds Rich è un singolo del rapper statunitensi Saint Jhn, pubblicato il 16 ottobre 2018.

## Tracce
1. McDonalds Rich – 2:52